# Moldáv lej
A moldáv lej (románul: leu, többes száma lei) Moldova jelenlegi hivatalos pénzneme, váltópénze a bani (románul: ban, régebben banu, többes száma bani ). A leu szó románul oroszlánt jelent (hasonlóan a bolgár lev pénznévhez). A magyarban használt lej és bani szavak a román többes szám helytelen átvételéből erednek, de mára teljesen szokásossá váltak.

## Története
1918 és 1940, valamint 1941 és 1944 között, amikor az ország területe Romániához tartozott, a Román lej volt forgalomban. 1944 után az ország szovjet tagköztársaság lett, a törvényes fizetőeszköz a szovjet rubel volt egészen a függetlenségig. Ekkor a rubelt 1:1 arányban átváltották egy ideiglenes kuponpénzre. A moldován lejt 1993. november 29-én vezették be, ekkor váltotta fel az 1992-től használt kuponpénzt 1 lej = 1000 kupon arányban.
A lej mellett az amerikai dollár és az euró "félhivatalos" státust tölt be a gazdasági életben.
A jogilag Moldovához tartozó, nemzetközileg el nem ismert Dnyeszter Menti Köztársaságban a dnyeszter menti rubelt használják.

## Érmék és bankjegyek struktúrája
Az érmék és bankjegyek 2020. december 31-én az alábbi struktúrában voltak forgalomban:
| Névérték   | Készpénz értéke (millió lej) | Aránya (%) | Bankjegy/érme mennyisége (millió darab) | Aránya (%) |
| Ban-érmék  | Ban-érmék                    | Ban-érmék  | Ban-érmék                               | Ban-érmék  |
| ---------- | ---------------------------- | ---------- | --------------------------------------- | ---------- |
| 1 ban      | 0,71                         | 0,002      | 71,02                                   | 8,02       |
| 5 bani     | 11,59                        | 0,04       | 231,86                                  | 26,18      |
| 10 bani    | 27,10                        | 0,08       | 270,96                                  | 30,59      |
| 25 bani    | 66,63                        | 0,20       | 266,52                                  | 30,09      |
| 50 bani    | 22,65                        | 0,07       | 45,29                                   | 5,11       |
| Lej-érmék  |                              |            |                                         |            |
| 1 lej      | 22,97                        | 0,07       | 22,97                                   | 60,75      |
| 2 lej      | 25,20                        | 0,08       | 12,60                                   | 33,32      |
| 5 lej      | 6,50                         | 0,02       | 1,3                                     | 3,44       |
| 10 lej     | 9,40                         | 0,03       | 0,94                                    | 2,49       |
| Bankjegyek |                              |            |                                         |            |
| 1 lej      | 85,67                        | 0,26       | 85,67                                   | 25,82      |
| 5 lej      | 84,72                        | 0,26       | 16,94                                   | 5,11       |
| 10 lej     | 209,98                       | 0,64       | 21                                      | 6,33       |
| 20 lej     | 299,90                       | 0,91       | 15                                      | 4,52       |
| 50 lej     | 2.358,98                     | 7,14       | 47,18                                   | 14,22      |
| 100 lej    | 5.066,21                     | 15,33      | 50,66                                   | 15,27      |
| 200 lej    | 16.391,27                    | 49,59      | 81,96                                   | 24,70      |
| 500 lej    | 4.986,75                     | 15,09      | 9,97                                    | 3,01       |
| 1000 lej   | 3.376,2                      | 10,21      | 3,38                                    | 1,02       |

## Érmék
2018. február 28-án bevezették az 1, 2, 5 és 10 lejes érméket.
| Kép | Névérték | Műszaki paraméterek | Műszaki paraméterek | Műszaki paraméterek | Műszaki paraméterek                       | Leírás | Leírás                                   | Leírás                                          | Dátumok    | Dátumok           | Dátumok     |
| Kép | Névérték | átmérő              | vastagság           | tömeg               | összetétel                                | perem  | előlap                                   | hátlap                                          | első veret | kibocsátás        | visszavonás |
| --- | -------- | ------------------- | ------------------- | ------------------- | ----------------------------------------- | ------ | ---------------------------------------- | ----------------------------------------------- | ---------- | ----------------- | ----------- |
|     | 1 ban    | 14,5 mm             | 1,7 mm              | 0,67 g              | alumínium                                 | ?      | névérték                                 | Moldova címere                                  | 1993       | 1993              | forgalomban |
|     | 5 bani   | 16 mm               | 1,6 mm              | 0,75 g              | alumínium                                 | ?      | névérték                                 | Moldova címere                                  | 1993       | 1993              | forgalomban |
|     | 10 bani  | 16,6 mm             | 1,65 mm             | 0,85 g              | alumínium                                 | ?      | névérték                                 | Moldova címere                                  | 1993       | 1993              | forgalomban |
|     | 25 bani  | 17,5 mm             | 1,7 mm              | 0,95 g              | alumínium                                 | ?      | névérték                                 | Moldova címere                                  | 1993       | 1993              | forgalomban |
|     | 50 bani  | 19 mm               | 1,8 mm              | 3,1 g               | rézbevonatú acél                          | ?      | névérték                                 | Moldova címere                                  | 1993       | 1993              | forgalomban |
|     | 1 lej    | 21,5 mm             |                     | 4,45 g              | nikkel-acél                               | recés  | Névérték, Moldova címerének egy részlete | félhold                                         | 2018       | 2018. február 28. | forgalomban |
|     | 2 lej    | 23,7 mm             |                     | 6,7 g               | nikkel-acél                               | recés  | Névérték, Moldova címerének egy részlete | Nap                                             | 2018       | 2018. február 28. | forgalomban |
|     | 5 lej    | 24,4 mm             |                     | 7,1 g               | mag: nikkel-acél; gyűrű: rézbevonatú acél | recés  | Névérték, Moldova címerének egy részlete | csillag, III. István moldvai fejedelem koronája | 2018       | 2018. február 28. | forgalomban |
|     | 10 lej   | 25,3 mm             |                     | 7,65 g              | gyűrű: nikkel-acél; mag: rézbevonatú acél | recés  | Névérték, Moldova címerének egy részlete | fejedelmi pajzs                                 | 2018       | 2018. február 28. | forgalomban |

## Bankjegyek

### 1994-es sorozat
2015-ben több biztonsági jelet vezettek be a bankjegyeken. A moldáv bankjegyek sajátossága, hogy valamennyi címleten III. István moldvai fejedelem arcképe látható, azonban minden bankó színe más és más. Ezenkívül a hátoldaluk bír eltérő képpel, amelyek mindegyike valamilyen történelmi épületet ábrázol.
| Kép    | Kép    | Névérték  | Méret       | Szín                       | Leírás                        | Leírás                    | Dátumok          | Dátumok     |
| Előlap | Hátlap | Névérték  | Méret       | Szín                       | Előlap                        | Hátlap                    | kibocsátás       | visszavonás |
| ------ | ------ | --------- | ----------- | -------------------------- | ----------------------------- | ------------------------- | ---------------- | ----------- |
|        |        | 1 lej     | 114 x 58 mm | sárga, barna               | III. István moldvai fejedelem | Căprian-monostor          | 1994. május      | forgalomban |
|        |        | 5 lej     | 114 x 58 mm | kék, ibolya                | III. István moldvai fejedelem | Dumitru din Orhei-templom | 1994. április    | forgalomban |
|        |        | 10 lej    | 121 x 61 mm | vörös, ibolya              | III. István moldvai fejedelem | Hîrjauc-monostor          | 1994. május      | forgalomban |
|        |        | 20 lej    | 121 x 61 mm | zöld, sárga                | III. István moldvai fejedelem | Cetățea Soroca            | 1993. november   | forgalomban |
|        |        | 50 lej    | 121 x 61 mm | vörös                      | III. István moldvai fejedelem | Hîrbovăț-monostor         | 1994. május      | forgalomban |
|        |        | 100 lej   | 121 x 61 mm | zöldessárga                | III. István moldvai fejedelem | Cetății Tighina           | 1995. szeptember | forgalomban |
|        |        | 200 lej   | 133 x 66 mm | rózsaszín, ibolya, narancs | III. István moldvai fejedelem | Chișinău Mayoralty        | 1995. szeptember | forgalomban |
|        |        | 500 lej   | 133 x 66 mm | narancs, szürke            | III. István moldvai fejedelem | Chișinău-katedrális       | 1999. december   | forgalomban |
|        |        | 1 000 lej | 133 x 66 mm | ibolya, kék                | III. István moldvai fejedelem | parlament épülete         | 2003. október    | forgalomban |